# Cyberlink
Сайбърлинк (на китайски: 訊連科技 Xunlian Keji) е тайванска компания със седалище в гр. Тайпей.
Произвежда плейъри за качествена картина и звук.